# Castlewood (Dakota del Sud)
Castlewood és una població dels Estats Units a l'estat de Dakota del Sud. Segons el cens del 2000 tenia 666 habitants.

## Demografia
Segons el cens del 2000, Castlewood tenia 666 habitants, 253 habitatges, i 185 famílies. La densitat de població era de 225,6 habitants per km².
Dels 253 habitatges en un 40,3% hi vivien nens de menys de 18 anys, en un 60,5% hi vivien parelles casades, en un 7,9% dones solteres, i en un 26,5% no eren unitats familiars. En el 24,1% dels habitatges hi vivien persones soles el 14,2% de les quals corresponia a persones de 65 anys o més que vivien soles. El nombre mitjà de persones vivint en cada habitatge era de 2,57 i el nombre mitjà de persones que vivien en cada família era de 3,06.
Per edats la població es repartia de la següent manera: un 28,5% tenia menys de 18 anys, un 8,1% entre 18 i 24, un 26,6% entre 25 i 44, un 20,6% de 45 a 60 i un 16,2% 65 anys o més.
L'edat mediana era de 35 anys. Per cada 100 dones de 18 o més anys hi havia 91,9 homes.
La renda mediana per habitatge era de 36.607 $ i la renda mediana per família de 41.806 $. Els homes tenien una renda mediana de 29.688 $ mentre que les dones 20.750 $. La renda per capita de la població era de 17.682 $. Entorn del 7,7% de les famílies i el 7,1% de la població estaven per davall del llindar de pobresa.

## Poblacions més properes
El següent diagrama mostra les poblacions més properes.